# Сабатинівка II
Сабати́нівка II — археологічна пам'ятка, яка являє собою раннє поселення трипільської культури і яка виявлена на території села Сабатинівка Благовіщенської громади Голованівського району Кіровоградської області України. Розташована в 3 км від русла річки Синиці (притока Південного Бугу) на схилі третьої надзаплавної тераси; досліджена в 1947—1949 pp. Михайлом Макаревичем та Валентином Даниленком.
Поселення було засновано під час розселення трипільців у Дністрово-Бузькому міжріччі в період Прекукутень III (Трипільська культура етапу А).
На місці поселення археологами були виявлено три житла, а також зернотерки, розтиральні камені, уламки посуду, маленька ціла посудина, кістки тварин — все це було обпалено і сцементовано під дією вогню. Окрім того, були знайдені два кремінних відщепи, скребачки різного розміру, нуклеус, кістяна проколка, кістяні буси, ріг зі слідами обробки, фрагменти пряселець, маленьке сланцеве долото, сланцева мотичка, різноманітна кераміка.
У господарській діяльності давні мешканці поселення займалися землеробством, скотарством і полюванням. На це вказують знайдені знаряддя праці, а ще кістки свійських (бика, вівці-кози) і диких тварин (коня, оленя).

## Святилище
Особливу увагу Михайла Макаревича привернула глинобитна площадка розміром 7×13 м, що лишилася від приміщення № 3, і входом зі східного боку. В західній частині колишнього приміщення були знайдені залишки печі, а біля неї, виявлені рештки глинобитного крісла і глинобитної платформи 2,75×6 м. На підвищенні, що лишилася від платформи, і біля неї було знайдено 29 антропоморфних статуеток.
Антропоморфні фігурки були різних розмірів і форм. Дві статуетки були розмальовані червоною фарбою по білому ангобу — такий розпис відрізняє їх від інших відомих трипільських статуеток. У однієї з найбільших фігурок змодельовані руки, які тримають невиразний довгий предмет, який притиснутий до грудей. Російський дослідник І. В. Палагута висловлює здогад, що це може бути посох або фалос. Поруч з фігурками були знайдені крісельця з рогоподібними завершенням на спинках, а одна з фігурок була знайдена сидячою на такому крісельці. Частина статуеток була розмальована білою і червоною фарбами, на фрагменті одного крісельця зберігся розпис червоною фарбою на білому тлі.
Згадані вище залишки великого глинобитного крісла є схожими за формою на маленькі крісельця. Серед уламків біля нього було виявлено фрагмент з рогоподібним виступом. Михайло Макаревич висловлює здогад, що цей фрагмент був завершенням спинки великого крісла. Окрім того, біля крісла були знайдені уламки кераміки, кістки тварин, розтирач і шиферна пластинка з піктограмою.
Все це навело Макаревича на думку, що приміщення виконувало роль святилища. Він припускав, що підвищення, де були знайдені статуетки, могло бути залишками алтаря або спеціальною побудовою для їх зберігання.